# Anna Garbolińska
Anna Garbolińska (ur. w 1972 w Ełku) – autorka książek o ekonomii oraz prawie dla dzieci.

## Życiorys
Z wykształcenia ekonomistka, absolwentka Organizacji i Zarządzania Uniwersytetu Ekonomicznego oraz podyplomowych studiów Marketingu Usług w Wyższej Szkole Bankowej w Poznaniu. 
Członkini Polskiego Towarzystwa Ekonomicznego oraz Polskiej Sekcji IBBY.
Autorka felietonów popularnonaukowych dla dzieci, scenariuszy, opowieści ekonomicznych. Krytyczka literacka. 

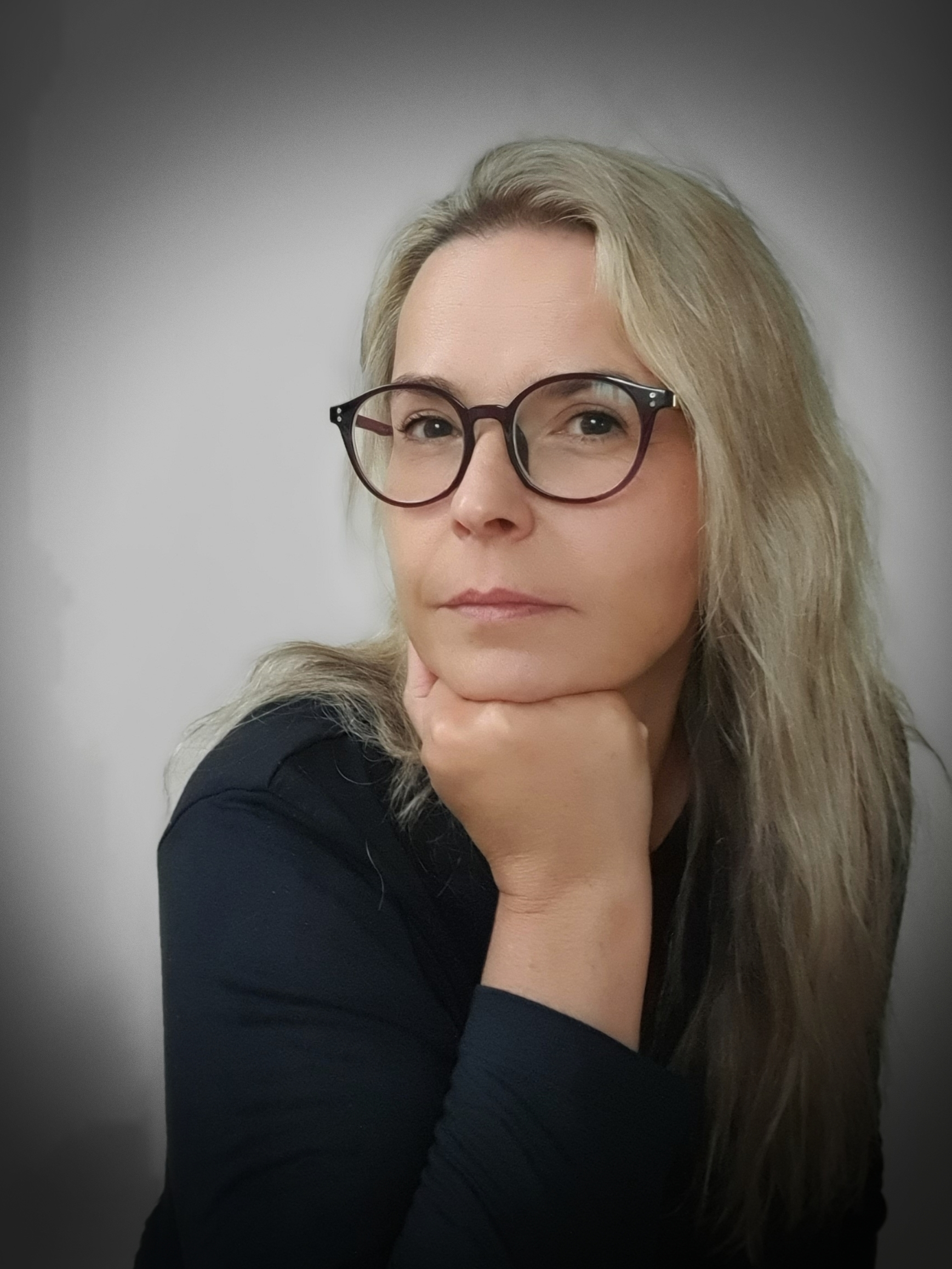

Wyróżniana przez Komitet Ochrony Praw Dziecka. Laureatka konkursu „Świat Przyjazny Dziecku" oraz finalistka plebiscytu Gazety Wyborczej  „Kobieta Przedsiębiorcza Roku”.
Mama Gabriela i Liliany.

## Twórczość

### Książki
- ROZMOWY Z UŻYCIEM GŁOWY czyli Ekonomia dla dzieci, 2012[1]
- O PRAWIE ROZMOWY z użyciem głowy, 2014[2]

### Audiobooki
- ROZMOWY Z UŻYCIEM GŁOWY, 2013 (czyta Danuta Stenka)
- O PRAWIE ROZMOWY z użyciem głowy, 2020 (czyta Jerzy Stuhr)

### Artykuły
- Hulajnogą w świat Ekonomii? Na potrzeby konkursu literacko-plastycznego Bazgroł, 2013
- Mamo, co to jest inflacja? Czyli ekonomia dla dzieci, eGaGa, 2015
- Ten potwór inflacja, GaGa, 2015